# Цамония
Замония (Zamonien) — фантастический мир, место действия пяти (на сегодняшний день, сентябрь 2007 г.) Цамонийских романов немецкого сатирического писателя и художника Вальтера Мёрса.
Замония — родина чудовищ и гениальных ученых и писателей, её населяют бесчисленные небывалые существа, например пираты-малютки, горные тролли, циклопы, разноцветные медведи, птеродактили, драконы и т. д.
К настоящему времени континент Замония полностью ушел под воду.

## Известные личности Замонии

### Капитан Синий Медведь
Знаменитый путешественник. Из рода разноцветных медведей, которые считались вымершими. Медведь цвета морской волны. Найден в открытом море и воспитан карликовыми пиратами. Многократный победитель турнира лжецов в Атлантисе. Мастер сновидений. Освободитель пленников «Молоха», чудовищного корабля. Основатель поселения разноцветных медведей в лесу Замонии.

### Профессор Доктор Абдул Филинчик
Гениальный замонийский учёный. Хилое существо с большим количеством «головных мозгов», выпирающих у него из головы. Всегда в поиске ответов на всевозможные — и невозможные — вопросы. Автор многочисленных изобретений. Признанный научный авторитет. Открыл частицы гениальности, которые существуют только в кромешной тьме, поэтому живёт в темноте, в пещере на вершине самой высокой в Замонии горы, спуститься откуда можно только через запутанный и полный опасностей лабиринт горных тоннелей. Учитель Синего Медведя. Преподаёт в вечерней школе у разноцветных медведей.
Также известен немецким детям как Шимауски.

### Хильдегунст фон Мютенметц
Замонийский писатель, известный своей эксцентричностью и отличающийся своеобразным стилем. Динозавр довольно флегматичного, но все же грозного вида. Принадлежит к роду динозавров, средняя продолжительность жизни которых составляет 1000 лет. Прожив 500 из них, стал прижизненным классиком. Изобрел новый стилистический прием, позволяющий ему прерывать ход сюжета в самых неподходящих местах и подробно описывать интерьер своей комнаты, состояние своего здоровья, вид из окна, а также философствовать на различные отвлеченные темы.
Приливы творческого вдохновения вызывает у себя, нюхая флакончики с разным содержимым, как то трава, морская вода и т. д., которые держит в ящиках письменного стола.
Некоторые его книги «переведены» Вальтером Мёрсом с Замонийского на немецкий.